# Baojia
Baojia – system administracyjno-prawny w dawnych Chinach, wprowadzony w II połowie XI wieku w ramach reform przeprowadzonych przez Wang Anshi.
Struktura systemu baojia miała charakter hierarchiczny. Pięć rodzin tworzyło "piątkę", dwie "piątki" tworzyły "dziesiątkę" zwaną pai. Każda pai posiadała swojego starostę (paifu). Dziesięć pai tworzyło jednostkę zwaną jia z naczelnikiem zwanym jiazhang, zaś dziesięć jia tworzyło bao, na czele którego stał baozhang. Bezpośrednio ponad bao stały władze powiatowe. Każda rodzina zobowiązana była do umieszczenia nad drzwiami domu tabliczki ewidencyjnej zwanej menpai, na której odnotowywano liczbę dorosłych mężczyzn mieszkających w danym domostwie. Na podstawie tych tabliczek baozhang przeprowadzał spisy ludności, przedkładane następnie naczelnikowi powiatu.
Poprzez system zbiorowej odpowiedzialności system baojia pozwalał władzom na ścisłą kontrolę ludności. Na każdą rodzinę nałożony był obowiązek obserwowania pozostałych rodzin i niezwłocznego informowania władz o wszelkich naruszeniach prawa. W przypadku niepoinformowania naczelnika bao o popełnieniu przestępstwa karany był nie tylko winowajca, ale także jego rodzina i sąsiedzi. Również sam baozhang mógł zostać ukarany, jeśli władze powiatowe uznały, iż działał zbyt opieszale. Bardzo często dochodziło do tracenia całych rodzin i wsi tylko dla przykładu, nawet jeśli nie mieli oni żadnych związków z osobą, która popełniła przestępstwo. W ten sposób udało się zorganizować oparty na strachu system donosicielstwa, który pozwalał władzom utrzymać porządek nawet w najbardziej oddalonych prowincjach i tłumić w zarodku wszelkie bunty.
System baojia załamał się na początku XIX wieku, wraz z osłabieniem dynastii Qing. W późniejszym okresie wielokrotnie reformowany, ostatecznie został zniesiony dopiero po utworzeniu Chińskiej Republiki Ludowej w 1949 roku. System odpowiedzialności zbiorowej był jeszcze kilkukrotnie stosowany, m.in. przez Czang Kaj-szeka podczas wojen domowych, przez Japończyków w Mandżukuo, czy w czasach rewolucji kulturalnej.